# Wir sind Utopia
Wir sind Utopia ist der Titel einer 1942 publizierten Novelle von Stefan Andres. Erzählt wird die Geschichte des ehemaligen Mönchs Paco Hernandez, der im spanischen Bürgerkrieg kämpft und in seinem alten Karmeliterkloster gefangengesetzt wird. Durch die Rückkehr in sein Priesteramt bei der Absolution seines Wächters, Leutnant Pedro Gutierrez, gerät er in einen Gewissenskonflikt zwischen Selbstverteidigung und religiösem Pazifismus.

## Überblick
Die Geschichte spielt zur Zeit des spanischen Bürgerkriegs in einer auf einer Hochebene gelegenen namentlich nicht genannten Stadt. Die sich über einen Tag erstreckende Haupthandlung beginnt mit der Ankunft des Protagonisten Paco Hernandez mit einem Transport von 20 gefangenen Soldaten in ein als Gefängnis genutztes Karmeliterkloster. Am Tag zuvor war seine Marine-Infanterie-Truppe auf einem Vormarsch umzingelt und entwaffnet worden. Paco gibt sich dem Gefängnis-Leutnant Pedro Gutierrez gegenüber als ehemaliger Mönch zu erkennen und dieser sperrt ihn auf seinen Wunsch in seine alte Zelle ein, wo er sich im Verlauf des Tages an sein 20 Jahre zurückliegendes Leben als Padre Consalves erinnert. Der Wunsch des Leutnants, ihm die Exekution der Mönche und Nonnen des Klosters zu beichten und von ihm die Absolution zu erhalten, führt Hernandez zurück in sein Priesteramt und in den Gewissenskonflikt, selbst aktiv zu werden oder Gott das Gericht zu überlassen.

## Vorgeschichte

### Julio
Consalves war mit dem Mönch Julio befreundet, einem schöngeistigen jungen Mann, der ihm kurz vor der Priesterweihe, als ihn das Leben im Kloster beengte, den Rat gab, die Stäbe seines Zellenfensters anzufeilen, um sich freier zu fühlen. Das Gitter werde dann zu einem „Sinnbild der freiwilligen Gefangenschaft“. Julio entstammte einer reichen Adelsfamilie, die ihn drängte, in den Orden einzutreten, wo man ihm wegen der Mitgift und seines Namens viele Freiheiten ließ. Trotzdem spielte er mit dem Gedanken, aus dem Orden auszutreten und das Kloster zu verlassen, obwohl er schon das Gelübde abgelegt hatte. Das Leben der Freunde nahm jedoch den umgekehrten Verlauf: Julio blieb Mönch und hatte Aussichten auf ein Episkopat, Consalves dagegen verließ das Kloster.

### Utopia
Der Grund für Consalves Austritt aus dem Orden war eine von ihm erdachte Utopie, das Traumreich der „Acht Seligkeiten und des dionysischen Weinstocks“: Auf einer Insel leben Fischer, Bauern und Handwerker friedlich zusammen und betreiben eine Tauschwirtschaft ohne Geld. Es gibt keine schwere Kriminalität. Die Bestraften werden nicht eingesperrt, sondern müssen eine besondere Kleidung tragen, bis sie wieder die vollen Bürgerrechte zurückerhalten. Die religiösen Gruppen, die v. a. durch traditionelle Familienbindungen entstanden sind, nehmen an ihren Festen gemeinsam teil und ergänzen einander. Z. B. bewegt sich das Heidentum in einem Bereich, wo das Göttliche in der Natur sinnlich erfahrbar ist, „ohne sich in dogmatischen Formen dem Verstande preiszugeben“. Das „mehr im Waagerechten verlaufende heidnische Denken“ kreuzt mit dem „senkrecht in die Unendlichkeit aufsteigende der Christen“ und ergibt ein „Muster sehnsuchtsvollen Friedens und demütiger Güte“.

### Damiano
Consalves reiste in seinen Träumen immer häufiger nach Utopia, empfand dies als Flucht und beichtete es seinem alten Dogmatikprofessor, dem Padre Damiano. Dieser empfahl ihm, auf seine Fahrten zu verzichten, denn eine solche Idee sei in der Welt nicht realisierbar. Utopia sei ein „Schwindelunternehmen“: „Gott geht nicht nach Utopia! Aber auf die tränenfeuchte Erde kommt er – immer wieder! Denn hier ist unendliche Armut, unendlicher Hunger, unendliches Leid! Gott liebt das ihm ganz andere, liebt den Abgrund, und er braucht […] die Sünde! […] Er erneuert […] Gott liebt die Welt, weil sie unvollkommen ist – Wir sind Gottes Utopia, aber eines im Werden!“ Doch Consalves glaubte an die Realisierung seines Traumes außerhalb des Klosters und nahm seinen „freien Willen“, den er auf dem Altar geopfert hatte, zurück. Damiano warnte ihn: seine Freiheit des Handelns sei ein Scheckbuch mit einer begrenzten Anzahl von Blättern. Es werde im Laufe der Zeit immer dünner. Den letzten Scheck müsse er für die Liebe auf etwas, was nicht er ist, sondern das ihn braucht, ausstellen. Er prophezeite ihm, dass er ins Kloster zurückkehren und dort sterben werde.
Consalves verließ das Kloster zwei Jahre nach seiner Priesterweihe, wurde exkommuniziert und reiste als Paco Hernandez über die Weltmeere, bis der Bürgerkrieg begann und er Soldat wurde. Jetzt erfährt er, dass die Mönche und Nonnen bei der Einnahme des Klosters, das als Schlupfwinkel der Gegner galt, hingerichtet wurden, u. a. Padre Julio und Professor Damiano.

## Haupthandlung

### Reflexionen
Gutierrez erfüllt sofort den Wunsch Pacos, in seine alte Zelle eingesperrt zu werden, und bringt ihm überraschenderweise eine gute Mahlzeit. Kurz darauf erfährt er den Grund für das Entgegenkommen Pedros. Dieser will vor ihm eine Beichte ablegen, um dadurch die Lossprechung von seinen Sünden, der Erschießung der Mönche und Nonnen, zu erhalten. Paco andererseits plant die Befreiung aus dem Gefängnis durch das Fenster mit dem angesägten Gitter. Er versteckt das auf dem Tablett liegende Messer und denkt daran, Gutierrez während seiner Beichte zu erstechen und mit dessen Pistole die Wachmannschaft auszuschalten und den ca. 200 Gefangenen zur Flucht zu verhelfen.
Doch führt ihn dieser Plan in sein altes Dilemma: Während er den noch fernen Gefechtslärm der auf die Stadt vorrückenden Truppen seiner Partei hört, erinnert er sich an seine Glaubenszweifel, die Freundschaft mit Julio, seine Utopia und die Gespräche mit Professor Damiano darüber. Viele von dessen Voraussagen haben sich in seinem Leben bestätigt. Er fand weder das Land Utopia noch seine Freiheit, sondern verlor sich in einem lockeren Matrosenleben in den Häfen in aller Welt. Er war nie frei, sondern immer Knecht. Als er das von ihm vor 20 Jahren angesägte verrostete Fenstergitter in die Tiefe wirft, wird ihm wieder bewusst, dass man von den Gittern wie von der Freiheit eine zu hohe Meinung hat und dass die Situationen austauschbar sind. Auch seine Selbstgewissheit, er selbst sei die Freiheit oder die Wahrheit, hat er verloren.
Ein Schwerpunkt seiner Reflexionen ist die vom Leutnant von ihm geforderte Beichte. Dabei werden kirchenrechtliche und persönliche Aspekte angesprochen. Er ist sich unsicher, ob eine Beichte die gewünschte Wirkung hat, wenn er als exkommunizierter Beichtvater nicht daran glaubt, obwohl dies nach der Lehre nicht entscheidend ist, da der Priester nur als Instrument fungiert und es allein auf die Reue des Sünders ankomme. Auch stellt er sich die Frage, ob Gutierrez für die Erschießungen selbst verantwortlich sei oder nur als Soldat gehorsam Befehle ausführte. Andererseits wünscht er seinem Feind für seine Kriegsverbrechen keine Vergebung und zweifelt auch an dessen für eine Lossprechung erforderliche Besserung. Paco denkt dabei an Pedros eigene Bekenntnisse seiner aggressiven Anlagen von Kindheit an und an eine Äußerung Damianos, gewisse Sünden könnten nicht mit der Beichte vergeben, sondern nur mit dem Fegefeuer gesühnt werden.

### Gewissenskonflikt
Hernandez geht nach langem Nachdenken schließlich zum Leutnant, um ihm die Beichte abzunehmen. Er weiß, dass Truppen auf die Stadt vorrücken und dass Gutierrez seine Soldaten abziehen und zuvor auf Befehl seiner Vorgesetzten alle Gefangenen hinrichten wird. Deshalb versteckt er das Messer in seiner Hose und beschließt, nach der Absolution den Leutnant zu erstechen und seine Kameraden zu befreien. Der Leutnant entdeckt zufällig das Messer und Paco gesteht ihm seinen Plan, den er jedoch aus Gewissensgründen nicht ausführen werde. Beide haben füreinander Verständnis, denn sie erfüllen als Automaten nur Befehle der Vorgesetzten, sind immer in Gefahr zu sterben und stehen in einem Loyalitätskonflikt. Pedro schließt seine Beichte ab und erhält in aller Form die Absolution und den Bruderkuss. Er macht den Versuch, Paco persönlich die Rettung anzubieten, doch dieser lehnt ab: „Kein Mensch kann einen Menschen retten! Man kann sich gegenseitig schonen – gewiss, aber was nützt selbst das? Wer nicht heute erschossen wird, kommt morgen dran!“ Er weiß, dass Gutierrez seinen Befehl ausführen muss: „Wie viele Offiziere in Ihrer Lage könnte man überreden – es gibt immer Auswege und hinterher Ausreden, aber Sie bleiben beim Befehl!“
Den Soldaten erzählt man, sie würden ins große Gefangenenlager abtransportiert und erhielten im Refektorium wegen der Lebensgefahr, in der sie sich befinden, die Generalabsolution und eine kleine Stärkung für die Fahrt. Nach dieser Zeremonie sagt ihnen Paco, nicht Gott, sondern die Menschen trügen die Schuld am Krieg: „All unsere Gewaltsamkeit ist zusammengekommen, und jetzt tobt sie sich aus […] aber auch all unsere Unentschiedenheit, unsere Schwäche und Furcht vor etwas Ungewöhnlichem, sogar unsere Furcht vor dem Blutvergießen“. Damit meint er auch sein Zurückschrecken vor der Ermordung des Leutnants, indem er Gott das Richteramt überließ. Er kommt sich wie ein „übler Komödiant“ vor: In seiner Rückkehr zum Priesteramt hatte er, statt die Gelegenheit zur Flucht zu nutzen und das Leben der gefangenen Soldaten zu retten, „den Henker geküsst […] war sogar mit ihm im Einverständnis“.
Durch den Speiseschalter werden die Gefangenen von der Küche aus mit Maschinengewehrsalven erschossen. Paco sinkt nach hinten, „sanft, als finge ihn die Unendlichkeit eines weichen Abgrundes auf, in den er ewig sinken könnte, ohne je hart auf einen Grund aufstoßen zu müssen.“

## Rezeption
Stefan Andres lebte mit seiner als „Jüdischer Mischling ersten Grades“ eingestuften Frau Dorothee von 1937 bis 1949 im italienischen Positano und schrieb dort 1941 seine Novelle Wir sind Utopia. Er durfte seine Bücher in Deutschland bis 1943 publizieren, hatte jedoch kein großes Publikum. Seine Novelle verstand er als „Akt passiver Resistenz“ und so sah es ein Teil seiner Leser. Nach dem Zweiten Weltkrieg und seiner Rückkehr gehörte Andres in den 1950er und 1960er Jahren zu den meistgelesenen deutschen Autoren, denn die Themen seiner Werke und seine pazifistische Botschaft passten zur Schuld-Sühne-Diskussion der damaligen Zeit. Dementsprechend gehörte Wir sind Utopia zum Literaturkanon vieler Gymnasien und war Vorlage zahlreicher Adaptionen (Film, Theater, Hörspiel). Da der erfolgreiche und preisgekrönte Schriftsteller nicht in den Macht- und Propaganda-Apparat der NS verstrickt war, wurde er eine Person des öffentlichen Lebens, die sich zu aktuellen politischen Fragen kritisch äußerte, z. B. zu den Fragen der Wiederbewaffnung, des Wettrüstens und des Ost-West-Konfliktes.
Die zeitgenössische Literaturkritik würdigte v. a, das christlich-humane Weltbild des Autors: Für Weber entfaltet sich in Andres‘ Novelle „seelischer Reichtum und Menschlichkeit […] innere Schönheit und Größe“. Von Wiese sieht in Wir sind Utopia die „zerreißenden Widersprüche unserer eigenen deutschen Situation“. Die Novelle sei ein „Sinnbild überpersönlicher Konflikte: von Politik und Theologie, von diktatorischem Zwang und Appell an die Entscheidung des einzelnen, von menschlicher Sehnsucht nach utopischem Glück und Anspruch Gottes an die Menschen.“ Mann erläutert, das eigentliche Geschehen sei „Innenvorgang, statt der Aktion nach außen die Reaktion im Inneren“.
Kontrovers diskutiert werden die Frage der historischen Wahrheit und die Botschaft der Novelle. Während einige Literaturkritiker, u. a. Storz, in der Wahl des aktuellen Zeitrahmens, des Spanischen Bürgerkrieges, die „mutige politische Tat“ sehen, kritisiert Glaser, es bestehe eine Diskrepanz zwischen der Novellenhandlung und dem Verlauf des spanischen Bürgerkrieges. Der Autor habe die offizielle „Geschichtslüge“ vom „blutrünstigen Rotspanien“ übernommen. Anfechtbar sei auch der „Rückzug auf das Innengeschehen“ mit dem Nachvollzug des paulinischen Christentums, „das in seiner Verinnerlichungstendenz und Jenseitsorientierung diesseitige Unterdrückung und Gewalt zulässt.“

## Adaptionen

### Dramatisierung
- Stefan Andres: Gottes Utopia. Tragödie. Bloch Berlin, 1949. Uraufführung im Düsseldorfer Schauspielhaus (16. September 1950). Regie: Gustaf Gründgens.

### Film
- Gottes Utopia. Bayerischer Rundfunk (BR), 75 min, s/w, Uraufführung (DE): 13.10.1955, ARD. Regie: Franz Josef Wild. Darsteller: Fritz Rasp, Paul Verhoeven, Howard Vernon, Albert Hehn, Hans Reiser, Friedrich Domin.[8]
- Wir sind Gottes Utopia. CCC für ZDF, 70 min, s/w, Uraufführung (DE): 12.04.1963. Regie: Frank Lothar. Darsteller: Ernst Schröder, Rolf Henniger.
- Wir sind Utopia. BR Deutschland 1976 TV-Film, Uraufführung (DE): 14.11.1976. Regie und Drehbuch: Stanislav Barabáš. Darsteller: Heinz Moog.[9]
- Wir sind Utopia. Tellux-Film für ZDF 1987, 45 Min., Farbe, TV-Erstsendung (DE): 23.02.1987. Buch und Regie: Dagmar Damek Darsteller:Michael König, Alexander Radszun, Jürgen Holtz. Musik mit Winfried Grabe (Violine), Enjott Schneider electronics u. a.[10]

### Hörspiel
- Gottes Utopia. Nordwestdeutscher Rundfunk (28. Februar 1951).Regie: Wilhelm Semmelroth mit Ludwig Cremer (Erzähler), Rudolf Therkatz (Pedro), Bernhard Minetti (Paco) u. a. Komposition: Werner Haentjes.

### Lesung
- Wir sind Utopia. Sprecher: Matthias Haase. audiobuch , 3 CDs (2006).

## Sekundärliteratur
- W. Hausenstein: Bücher frei von Blut und Schande. In: Süddeutsche Zeitung vom 24. Dezember 1945.
- A. Stich. Rezension in: Echo der Woche vom 3. Juli, 1948.
- J. Jakobi: Gottes Utopia. Premiere einer Novelle im Rampenlicht. In: Die Zeit vom 21. September 1950.
- W. Franke: Stefan andres, wir sind Utopia. In: Der Deutschunterricht, 1956 H. 6.
- Hans Hennecke (Hrsg.): Stefan Andres. Eine Einführung in sein Werk. Piper München, 1962.
- Alfred Weber: Stefan Andres, ‚Wir sind Utopia‘. München, 1963.
- Benno von Wiese: Gottes Utopia. In: H Hennecke (Hrsg.): Stefan Andres, eine Einführung in sein Werk. München, 1965.
- Otto Mann: Stefan Andres. In: Otto Mann (Hrsg.): Christliche Dichter im 20. JH. Bern und München, 1968.
- M.L. Hadley: Widerstand im Exil, Veröffentlichung, Kontext und Rezeption von Stefan Andres ‚Wir sind Utopia‘. Mitteilungen der Stefan-Andres-Gesellschaft, Bd. 6, 1985, S. 31–35.
- Rainer Poppe: Erläuterungen zu Stefan Andres ‚Wir sind Utopia‘. König, 1987.
- Günther Nicolin: „Gottes Utopia“ wieder auf der Bühne 86, In: Mitteilungen der Stefan-Andres-Gesellschaft, Bd. 18, 1997.
- Sieghild von Blumenthal: Christentum und Antike im Werk von Stefan Andres. In: Mitteilungen der Stefan-Andres-Gesellschaft, Bd. 19, 1998, S. 31–35.
- Wilhelm Große: Rezension zu „Wir sind Utopia. Prosa aus den Jahren 1933-1945“ In: Mitteilungen der Stefan-Andres-Gesellschaft, Bd. 32, 2011, S. 60.
- Doris Weirich: Das Beichtsakrament in Stefan Andres’ „Wir sind Utopia“. In: Mitteilungen der Stefan-Andres-Gesellschaft, Bd. 36, 2015, S. 9.
- Maximiliane Krämer: Der Freiheitsbegriff in Stefan Andres’ ‚Wir sind Utopia‘. Mitteilungen der Stefan-Andres-Gesellschaft Bd. 36, 2015, S. 54.